# سد سبيبة
سد سبيبة هو سد في تونس. يقع في مدينة سبيبة التي تعرف بثروتها المائية في ولاية القصرين في وسط غرب البلاد. كما يقع هذا السد قرب سد نبهانة.

## المصدر
- السدود التونسية نسخة محفوظة 28 سبتمبر 2007 على موقع واي باك مشين.
- تونس اليوم